# Rose Tower
Rose Tower (službeno: Rose Rayhaan by Rotana) neboder je u Dubaiju, u Ujedinjenim Arapskim Emiratima. Visok je 333 m i ima 72 kata. Nalazi se u ulici Sheikh Zayed Road. Prvobitna je visina trebala biti 380 m, ali je smanjena zbog promjena u nacrtu.
Gradnja Rose Towera započela je 2004. godine i trajala je do kraja 2006. Otvoren je 23. prosinca 2009. Rose Tower je hotel s pet zvjezdica i to najviši na svijetu, čime je pretekao Burj Al Arab. U hotelu je 480 studio apartmana i klasičnih apartmana, svi s mini kuhinjom, brzim internetom i satelitskom TV. Također ima fitness centar i vanjski bazen.

## Vanjske poveznice
- Službena stranica  Arhivirana inačica izvorne stranice od 30. ožujka 2010. (Wayback Machine) (engl.)
- emporis.com (engl.) (njem.)

### Ostali projekti
|  | Zajednički poslužitelj ima još gradiva o temi Rose Tower |